# 两城镇遗址
35°34′58″N 119°33′39″E / 35.58278°N 119.56083°E两城镇遗址位于中国山东省日照市东港区两城镇，是一处新石器时代遗址，2006年被列为第六批全国重点文物保护单位。
20世纪30年代，在城子崖遗址成功发掘后，中央研究院历史语言研究所考古组的王湘、祁廷霈在鲁东南进行调查，发现了20多处遗址，其中两城镇遗址是最大的一处。1936年，在梁思永的主持下，刘燿（即尹达）、祁廷霈对该遗址展开了较大规模的发掘工作。1958年山东省文物管理处和山东大学对该遗址进行了小规模试掘。1998年至2001年，山东大学、耶鲁大学和菲尔德自然史博物馆组成的中美联合考古队进行了三年的正式发掘。两城镇遗址总面积约100万平方米，陶片分布范围则超过了200万平方米。两城镇遗址与数公里之外的丹土遗址有紧密联系，均为重要的龙山文化遗址。
- 玉圭，龙山文化，日照两城镇采集，山东博物馆藏